# Kelīneh-ye Pāydār
Kelīneh-ye Pāydār (persiska: کلينه پايدار, Kelīneh-ye Paydār) är en ort i Iran.   Den ligger i provinsen Kermanshah, i den västra delen av landet, 500 km väster om huvudstaden Teheran. Kelīneh-ye Pāydār ligger 1 387 meter över havet och antalet invånare är 112.
Terrängen runt Kelīneh-ye Pāydār är lite kuperad. Runt Kelīneh-ye Pāydār är det ganska tätbefolkat, med 60 invånare per kvadratkilometer. Närmaste större samhälle är Gahvāreh, 18,1 km söder om Kelīneh-ye Pāydār. Omgivningarna runt Kelīneh-ye Pāydār är i huvudsak ett öppet busklandskap.